# 알리파 SC

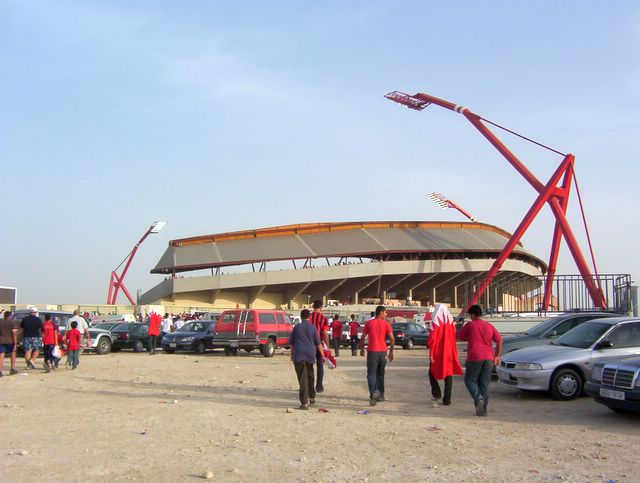

알리파 SC(아랍어: نادي الرفاع الرياضي)는 바레인 리파를 연고로 하는 축구 클럽이다. 이 팀은 1953년에 창단되었으며, 현재 바레인 프리미어리그에 참가하고 있다.

## 성적
- 바레인 프리미어리그 14회 우승 (1982, 1987, 1990, 1993, 1997, 1998, 2000, 2003, 2005, 2012, 2014, 2019, 2021, 2022)
- 바레인 킹스컵 5회 우승 (1973, 1985, 1986, 1998, 2010)
- 바레인 FA컵 4회 우승 (2000, 2001, 2004, 2014)
- 바레인 크라운 프린스 컵 4회 우승 (2002, 2003, 2004, 2005)

## 선수 명단

### 현역
참고: FIFA 자격 규정에 따라 소속된 국가대표팀 국기를 표시합니다. 선수는 복수의 FIFA 비회원국 국적을 가지고 있을 수 있습니다.
| 번호 | 포지션 | 국적     | 이름              |
| ---- | ------ | -------- | ----------------- |
| 4    | DF     |          | 사이이드 바키르   |
| 12   | DF     | 세르비아 | 라자르 조르제비치 |
| 14   | MF     |          | 알리 하람         |
| 20   | FW     | 튀니지   | 아이멘 하르지     |

| 번호 | 포지션 | 국적 | 이름 |
| ---- | ------ | ---- | ---- |

### 역대
틀:알리파 SC 선수 명단